# Heathen Chemistry
Albums de Oasis
Familiar to Millions
(2000) Don't Believe the Truth
(2005)
Heathen Chemistry est le cinquième album du groupe de rock britannique Oasis ; il est paru le premier juillet 2002. C'est le premier album du groupe avec les membres Gem Archer et Andy Bell, à la guitare et à la basse respectivement. C'est également le dernier album avec le batteur Alan White, qui est évincé du groupe en 2004. L'album ouvre une nouvelle période de prospérité pour le groupe, avec un single numéro un, deux numéro deux et un numéro trois. Il est arrivé en tête du classement dans plusieurs pays. Le nom de l'album est tiré d'un t-shirt que Noel Gallagher avait trouvé sur lequel il était écrit The Society of Heathen Chemists.

## Liste Des Titres
| No  | Titre                       | Crédit(s)      | Durée |
| --- | --------------------------- | -------------- | ----- |
| 1.  | The Hindu Times             | Noel Gallagher | 3:47  |
| 2.  | Force of Nature             | Noel Gallagher | 4:50  |
| 3.  | Hung in a Bad Place         | Gem Archer     | 3:27  |
| 4.  | Stop Crying Your Heart Out  | Noel Gallagher | 5:03  |
| 5.  | Songbird                    | Liam Gallagher | 2:07  |
| 6.  | Little by Little            | Noel Gallagher | 4:55  |
| 7.  | A Quick Peep (Instrumental) | Andy Bell      | 1:19  |
| 8.  | (Probably) All In The Mind  | Noel Gallagher | 4:04  |
| 9.  | She Is Love                 | Noel Gallagher | 3:11  |
| 10. | Born on a Different Cloud   | Liam Gallagher | 6:11  |
| 11. | Better Man                  | Liam Gallagher | 4:19  |

| 12. | The Cage (Instrumental) | Noel Gallagher | 4:43 |

| 13. | (You've Got) The Heart of a Star | Noel Gallagher | 5:24 |

## Personnel
Oasis
- Liam Gallagher - chant, tambourin
- Noel Gallagher - guitare, chant, batterie (piste 11)[5]
- Gem Archer - guitare
- Andy Bell - basse
- Alan White - batterie

Personnel additionnel
- Paul Stacey - mellotron (piste 1), piano (piste 2, 3 et 11), orgue Hammond (piste 6)
- Mike Rowe - piano (piste 4 et 10), orgue (piste 5 et 9), orgue Hammond (piste 8, 9 et 10)
- Johnny Marr - guitare solo (piste 8), guitare slide (piste 10), guitare et chœurs (piste 11)
- London Session Orchestra - cordes (piste 4)
- Oasis - production
- Mark Stent - mixage

## Classements
| Classement musical                 | Meilleure position |
| ---------------------------------- | ------------------ |
| Allemagne (Media Control AG)       | 4                  |
| Argentine (CAPIF)                  | 2                  |
| Australie (ARIA)                   | 4                  |
| Autriche (Ö3 Austria Top 40)       | 4                  |
| Belgique (Flandre Ultratop)        | 25                 |
| Belgique (Wallonie Ultratop)       | 8                  |
| Canada (Canadian Albums Chart)     | 5                  |
| Danemark (Tracklisten)             | 8                  |
| Écosse (OCC)                       | 1                  |
| Espagne (Promusicae)               | 12                 |
| États-Unis (Billboard 200)         | 23                 |
| Finlande (Suomen virallinen lista) | 5                  |
| France (SNEP)                      | 8                  |
| Hongrie (MAHASZ)                   | 39                 |
| Irlande (IRMA)                     | 1                  |
| Italie (FIMI)                      | 2                  |
| Japon (Oricon)                     | 3                  |
| Norvège (VG-lista)                 | 3                  |
| Nouvelle-Zélande (RIANZ)           | 16                 |
| Pays-Bas (Dutch Charts)            | 32                 |
| Pologne (ZPAV)                     | 27                 |
| Royaume-Uni (OCC)                  | 1                  |
| Suède (Sverigetopplistan)          | 2                  |
| Suisse (Schweizer Hitparade)       | 1                  |